# François Arago
 François Arago (teljes nevén François Jean Dominique Arago) (Estagel (Languedoc-Roussillon), 1786. február 26. – Párizs, 1853. október 2.) francia fizikus, csillagász, politikus.

## Életpályája
Perpignan mellett született. Az École polytechnique diákja volt, 1805-ben a Bureau des longitudes titkára lett. Jean-Baptiste Biot-val és két spanyol tudóssal a Jean Baptiste Joseph Delambre és Pierre Méchain által Dunkerque és Barcelona között végzett fokmérést a Formentera szigetig folytatta. Mallorca szigetén tartózkodott, amikor a spanyolok fellázadtak a franciák ellen. Őt is elfogták, de megszökött egy Algírba tartó hajón. Ezt a hajót egy spanyol cirkáló elfogta, így Arago ismét fogságba került. Az algíri bej közbenjárására kiszabadult és Marseille felé indult. A hajó azonban Szardínia partjára vetődött, ahonnan Algériába menekült. Az időközben uralkodóvá vált új bej Aragót rabszolgának tekintette és tolmácsnak használta. Csak 1809-ben sikerült visszatérnie Franciaországba.
Észleléseit Recueil d'observations géodésiques, astronomiques et physiques címen adta ki. Arago ezután különösen fizikai vizsgálatokkal foglalkozott, elsősorban a fényelmélet terén, ahol Biot-val és Fresnellel együtt a galvanizmus és mágnesség, a levegő súlyának meghatározása terén fontos vizsgálatokat végzett. 1809-ben a politechnikum tanára lett. Ugyanebben az évben Gay-Lussackel együtt az Annales de physique et de chimie című tekintélyes tudományos folyóirat szerkesztését vette át. Mint a Bureau des longitudes tagja, részt vett az Annuaire és a Connaissance des temps szerkesztésében. Az Astronomie populaire (Párizs, 1834-35, 4 kötet) című műve kitűnő és népszerű mű. Arago nagy elhivatottságú, népszerű természettudományi író volt.
Élénken részt vett hazájának politikai életében is. Mint a képviselőtestület tagja az ellenzékhez tartozott. Az 1848. évi februári forradalom az ideiglenes kormányba hívta, ahol először a belügyet, még a hadügyet is vezette. Franciaország gyarmatain rendelettel töröltette el a rabszolgatartást. Amikor az ideiglenes kormány leköszönt, előbb a végrehajtó bizottság elnöke lett. 1849 májusától III. Napóleon államcsínyéig a törvényhozó nemzetgyűlés tagja volt.

## Írásai
- Műveinek teljes gyűjteményét Barral adta ki Párizsban 1854-1862-ig, 17 kötetben (2. kiad. 1865).
- Német fordítását eszközölte Hankel (Lipcse 1854-60, 16 kötetben).
- Emlékbeszédeit (Carnot, Gaspard Monge, Voltaire, Ampère) magyarra fordították Császár Károly dr. és Kont Gyula.

## Emlékezete
- 1879-ben Aragónak szobrot emeltek Perpignanban.